# Comune di Ølgod
Il comune di Ølgod fino al 1º gennaio 2007 è stato un comune danese situato contea di Ribe, il comune aveva una popolazione di 11 351 abitanti (2005) e una superficie di 247 km². Capoluogo era la cittadina di omonima.
Dal 1º gennaio 2007, con l'entrata in vigore della riforma amministrativa, il comune è stato soppresso e accorpato ai comuni di Blaabjerg, Blåvandshuk, Helle e Varde per dare luogo al riformato comune di Varde compreso nella regione della Danimarca Meridionale (Syddanmark).